# Lospalos
Lospalos (por vezes erradamente grafada Los Palos) é uma cidade de Timor-Leste, 248 km a leste de Díli, a capital do país. Lospalos tem 28 mil habitantes e, desde 1946, é capital do município de Lautém.
Lospalos foi a terra natal do guerrilheiro independentista timorense Nino Konis Santana (1959-1998).[carece de fontes?]
Em certas publicações internacionais, a cidade surge identificada pelo nome pseudo-espanhol de Los Palos. O nome correcto em língua portuguesa e em tétum é Lospalos que deriva da designação Lohoasupala em fataluco. Não existe qualquer relação entre o nome desta cidade timorense e a língua espanhola.